# Pregara
Pregara este o localitate din comuna Koper, Slovenia, cu o populație de 166 de locuitori.